# Ахмедов, Тургун
Тургун Ахме́дов (1925, пос. Мирзачуль, Ташкентская область — 30 июля 1944, Литовская ССР) — Герой Советского Союза (24.03.1945), участник Великой Отечественной войны, наводчик станкового пулемёта 169-го гвардейского стрелкового полка, (1-й гвардейской стрелковой дивизии, 16-го гвардейского стрелкового корпуса, 11-й гвардейской армии, 3-го Белорусского фронта), гвардии младший сержант.

## Биография
Родился в узбекской крестьянской семье. Член ВЛКСМ. Окончил 7 классов и школу ФЗО в городе Новосибирске. Работал в колхозе.
В Красной армии с января 1943 года. В боях Великой Отечественной войны с июля 1943 года.
Летом 1943 года Ахмедов участвовал в боях на Курской дуге, освобождал брянские города Хотынец и Карачев. В сентябре он метко разил из своего пулемёта гитлеровцев при форсировании реки Десны и в боях на подступах и в самом городе Брянске.
В июне 1944 года войска 3-го Белорусского фронта перешли в наступление и начали освобождать землю Белоруссии. Пулемётчик Ахмедов участвовал в освобождении города Толочин Витебской области и сёл Хатынь и Радошковичи Минской области.
В июле 1944 года 169-й гвардейский стрелковый полк, в котором служил Ахмедов, пересёк границу Литвы и вышел к реке Неман — последнему крупному водному рубежу на подступах к Восточной Пруссии, до которой оставалось не более 80 километров. Поэтому на рубеже Немана гитлеровцы оказали особенно ожесточённое сопротивление.
14 июля 1944 года передовой отряд дивизии достиг Немана в районе города Алитус и под сильным пулемётным и миномётным огнём противника форсировал реку. В числе первых, кто достиг его левого берега, был гвардии младший сержант Ахмедов. Случилось так, что при переправе он остался в расчёте один. На берегу он быстро изготовил пулемёт к бою и открыл огонь по гитлеровцам, которые предприняли контратаку, пытаясь сбросить десант в реку. В ходе боя на плацдарме Ахмедов, меняя позицию, заставил замолчать три пулемётные точки врага, вывел из строя расчёт вражеского миномёта, который бил по плацдарму с открытой позиции и уничтожил много гитлеровских солдат и офицеров. Умение и смелость Ахмедова помогли передовому отряду не только отбить все контратаки противника, но и закрепиться на плацдарме.
Погиб 30 июля 1944 года в бою за населённый пункт Бомбеники (ныне Бамбиникай Алитусского уезда Литвы).
Указом Президиума Верховного Совета СССР от 24 марта 1945 года за образцовое выполнение боевых заданий командования на фронте борьбы с немецко-фашистскими захватчиками и проявленные при форсировании Немана отвагу и геройство гвардии младшему сержанту Тургуну Ахмедову было присвоено звание Героя Советского Союза (посмертно).
Был похоронен в местечке Строгишки Алитусского уезда Литвы.

## Награды
- Медаль «Золотая Звезда» Героя Советского Союза (24.03.1945)[3]
- Орден Ленина (24.03.1945)

## Память
- Похоронен Герой в городе Алитус республики Литва.
- В городе Гулистане, на родине Героя, у здания СГПТУ № 29, носящего его имя, земляки воздвигли ему памятник.
- Один из совхозов Узбекистана и школа в Гулистане носят имя Тургуна Ахмедова.
- В городе Калининграде в память о Герое названа улица.
- Приказом Министра обороны СССР Т. Ахмедов навечно зачислен в списки личного состава воинской части.